# IZOD IndyCar World Championships 2011

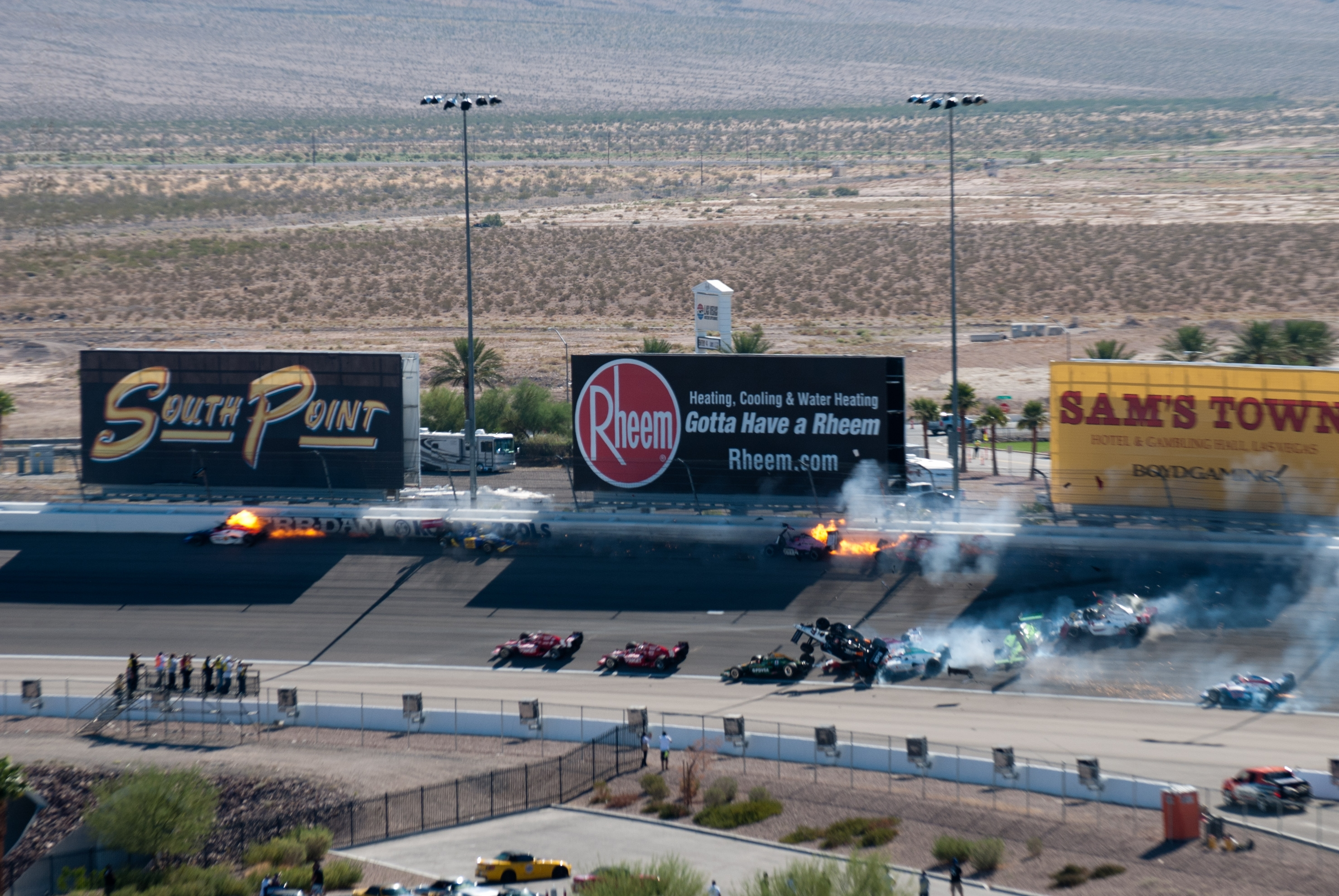
Sytuacja na torze krótko po tym jak samochody zaczęły się zderzać

IZOD IndyCar World Championships 2011 – wyścig samochodowy będący ostatnią rundą Indy Racing League w sezonie 2011. Odbył się 16 października 2011 roku na torze Las Vegas Motor Speedway w Las Vegas, który wrócił do kalendarza IndyCar po 10. latach. Było to szósty wyścig w historii (wszystkie odbyły się na tym torze). Trzeci raz od sezonu 1998, wyścig ten był ostatnią rundą sezonu.
Pole position do wyścigu wywalczył Brazylijczyk Tony Kanaan z zespołu KV Racing Technology – Lotus. Po 11 okrążeniu wyścig został przerwany ze względu na wypadek 15 bolidów w zakręcie 2, a następnie odwołany przez organizatorów z powodu śmierci mistrza serii IndyCar z 2005 i dwukrotnego zwycięzcy Indianapolis 500 Daniela Wheldona.

## Relacja

### Przed wyścigiem
Wyścig w Las Vegas zastąpił rundę w Homestead-Miami Speedway, która była ostatnim wyścigiem w sezonie 2010. IZOD IndyCar World Championships miał liczyć 200 okrążeń. Kwalifikacje wygrał Tony Kanaan ze średnią prędkością 357 km/h.

### Wypadek
Na początku 11 okrążenia James Hinchcliffe został uderzony przez Wade Cunninghama. Wtedy doszło do kontaktu między Cunninghamem i J. R. Hildebrandem, po którym samochód Hildebrand'a wzbił się w powietrze, a w tym czasie Cunningham uderzył w Jay Howarda po wewnętrznej i Townsend Bella po zewnętrznej. Vítor Meira chciał uniknąć wypadku, ale stracił panowanie i uderzyli w niego Charlie Kimball i E.J. Viso. Chwile później w tył samochodu Kimballa wjechał Dan Wheldon i wyleciał w powietrze dachując i uderzając górą samochodu w siatkę bezpieczeństwa. W tym samym czasie kiedy Meira stracił panowanie Tomas Scheckter również, chcąc uniknąć wypadku, ostro zahamował i wjechał w niego Paul Tracy, na niego z kolei najechali Pippa Mann i Alex Lloyd. Z tyłu tego był Will Power, który nie zdążył zahamować i uderzył w tył samochodu Lloyda. Kiedy Meira zjeżdżał na dół, w odłamki na torze wjechał Buddy Rice i wjechał w niego. Obrażenia Wheldona były bardzo poważne, a oprócz tego obrażenia mieli Power, Hildebrand i Mann.

### Lista zawodników uczestniczących w wypadku
| Numer | Kierwowca        | Zespół                         |
| ----- | ---------------- | ------------------------------ |
| 77    | Dan Wheldon      | Sam Schmidt Motorsports        |
| 4     | J. R. Hildebrand | Panther Racing                 |
| 30    | Pippa Mann       | Rahal Letterman Lanigan Racing |
| 12    | Will Power       | Team Penske                    |
| 57    | Tomas Scheckter  | Sarah Fisher Racing            |
| 8     | Paul Tracy       | Dragon Racing                  |
| 59    | E.J. Viso        | KV Racing Technology           |
| 22    | Townsend Bell    | Dreyer & Reinbold Racing       |
| 17    | Wade Cunningham  | Sam Schmidt Motorsports        |
| 15    | Jay Howard       | Rahal Letterman Lanigan Racing |
| 83    | Charlie Kimball  | Chip Ganassi Racing            |
| 19    | Alex Lloyd       | Dale Coyne Racing              |
| 14    | Vítor Meira      | A.J. Foyt Enterprises          |
| 44    | Buddy Rice       | Panther Racing                 |

## Wyniki

### Kwalifikacje
| Poz | Nr | Kierowca               | Zespół                             | Czas      |
| --- | -- | ---------------------- | ---------------------------------- | --------- |
| 1   | 82 | Tony Kanaan            | KV Racing Technology – Lotus       | 0:50,0582 |
| 2   | 2  | Oriol Servià           | Newman/Haas Racing                 | 0:50,0619 |
| 3   | 67 | Ed Carpenter           | Sarah Fisher Racing                | 0:50,1867 |
| 4   | 98 | Alex Tagliani          | Bryan Herta Autosport              | 0:50,2273 |
| 5   | 6  | Ryan Briscoe           | Team Penske                        | 0:50,2728 |
| 6   | 26 | Marco Andretti         | Andretti Autosport                 | 0:50,2730 |
| 7   | 28 | Ryan Hunter-Reay       | Andretti Autosport                 | 0:50,2931 |
| 8   | 38 | Graham Rahal           | Chip Ganassi Racing                | 0:50,3118 |
| 9   | 7  | Danica Patrick         | Andretti Autosport                 | 0:50,3194 |
| 10  | 27 | Mike Conway            | Andretti Autosport                 | 0:50,3201 |
| 11  | 3  | Hélio Castroneves      | Team Penske                        | 0:50,3235 |
| 12  | 17 | Wade Cunningham (R)    | AFS Racing/Sam Schmidt Motorsports | 0:50,3501 |
| 13  | 9  | Scott Dixon            | Chip Ganassi Racing                | 0:50,3673 |
| 14  | 06 | James Hinchcliffe (R)  | Newman/Haas Racing                 | 0:50,3703 |
| 15  | 4  | J. R. Hildebrand (R)   | Panther Racing                     | 0:50,3846 |
| 16  | 5  | Takuma Satō            | KV Racing Technology – Lotus       | 0:50,3874 |
| 17  | 12 | Will Power             | Team Penske                        | 0:50,4109 |
| 18  | 10 | Dario Franchitti       | Chip Ganassi Racing                | 0:50,4188 |
| 19  | 44 | Buddy Rice             | Panther Racing                     | 0:50,4410 |
| 20  | 34 | Sebastián Saavedra (R) | Conquest Racing                    | 0:50.4540 |
| 21  | 19 | Alex Lloyd             | Dale Coyne Racing                  | 0:50,4589 |
| 22  | 83 | Charlie Kimball (R)    | Chip Ganassi Racing                | 0:50,5351 |
| 23  | 22 | Townsend Bell          | Dreyer & Reinbold Racing           | 0:50,5443 |
| 24  | 57 | Tomas Scheckter        | Sarah Fisher Racing                | 0:50,5733 |
| 25  | 11 | Davey Hamilton         | Dreyer & Reinbold Racing           | 0:50,6477 |
| 26  | 14 | Vítor Meira            | A.J. Foyt Enterprises              | 0:50,6984 |
| 27  | 8  | Paul Tracy             | Dragon Racing                      | 0:50,8403 |
| 28  | 15 | Jay Howard             | Rahal Letterman Lanigan Racing     | 0:50,8598 |
| 29  | 77 | Dan Wheldon            | Sam Schmidt Motorsports            | 0:50,8987 |
| 30  | 30 | Pippa Mann (R)         | Rahal Letterman Lanigan Racing     | 0:50,9578 |
| 31  | 24 | Ana Beatriz (R)        | Dreyer & Reinbold Racing           | 0:50,9587 |
| 32  | 78 | Simona de Silvestro    | HVM Racing                         | 0:50,9637 |
| 33  | 59 | E.J. Viso              | KV Racing Technology – Lotus       |           |
| 34  | 18 | James Jakes (R)        | Dale Coyne Racing                  |           |

### Wyścig
Do przerwania wyścigu na 12 okrążeniu prowadził Tony Kanaan.